# Skarszewy (gemeente)
De gemeente Skarszewy is een stad- en landgemeente in het Poolse woiwodschap Pommeren, in powiat Starogardzki.
De gemeente bestaat uit 19 administratieve plaatsen solectwo: Bączek, Bolesławowo, Bożepole Królewskie, Czarnocin, Demlin, Godziszewo, Jaroszewy, Junkrowy, Kamierowo, Kamierowskie Piece, Koźmin, Malary, Mirowo Duże, Nowy Wiec, Obozin, Pogódki, Szczodrowo, Więckowy, Wolny Dwór
De zetel van de gemeente is in Skarszewy.
Op 30 juni 2004 telde de gemeente 13 906 inwoners.

## Oppervlakte gegevens
In 2002 bedroeg de totale oppervlakte van gemeente Skarszewy 169,79 km², waarvan:
- agrarisch gebied: 66%
- bossen: 22%

De gemeente beslaat 12,62% van de totale oppervlakte van de powiat.

## Demografie
Stand op 30 juni 2004:
| Omschrijving                   | Totaal | Totaal | Vrouwen | Vrouwen | Mannen | Mannen |
| ------------------------------ | ------ | ------ | ------- | ------- | ------ | ------ |
| eenheid                        | aantal | %      | aantal  | %       | aantal | %      |
| inwoners                       | 13 906 | 100    | 6999    | 50,3    | 6907   | 49,7   |
| bevolkingsdichtheid (inw./km²) | 81,9   | 81,9   | 41,2    | 41,2    | 40,7   | 40,7   |

In 2002 bedroeg het gemiddelde inkomen per inwoner 1306,82 zł.

## Aangrenzende gemeenten
Liniewo, Nowa Karczma, Przywidz, Stara Kiszewa, Starogard Gdański, Tczew, Trąbki Wielkie, Zblewo
- Virtual International Authority File: 303277825